# Margaritopsis nana
Margaritopsis nana är en måreväxtart som först beskrevs av Kurt Krause, och fick sitt nu gällande namn av Charlotte M. Taylor. Margaritopsis nana ingår i släktet Margaritopsis och familjen måreväxter. Inga underarter finns listade i Catalogue of Life.